# セアト・アルテア
アルテア（SEAT Altea）は、スペインのメーカーセアト（ドイツのフォルクスワーゲングループが所有）が2004年から2015年まで生産していたコンパクトカー。このモデルのワイパーの位置はオリジナルで、「アルテアXL」というロングバージョンや「アルテアフリータック」というオールテレインバージョンもあった。2016年に（間接的に）フォルクスワーゲンのティグアンやシュコダのコディアックとプラットフォームを共有するSUVのアテカに取って代わられた。

## ギャラリー

### アルテア

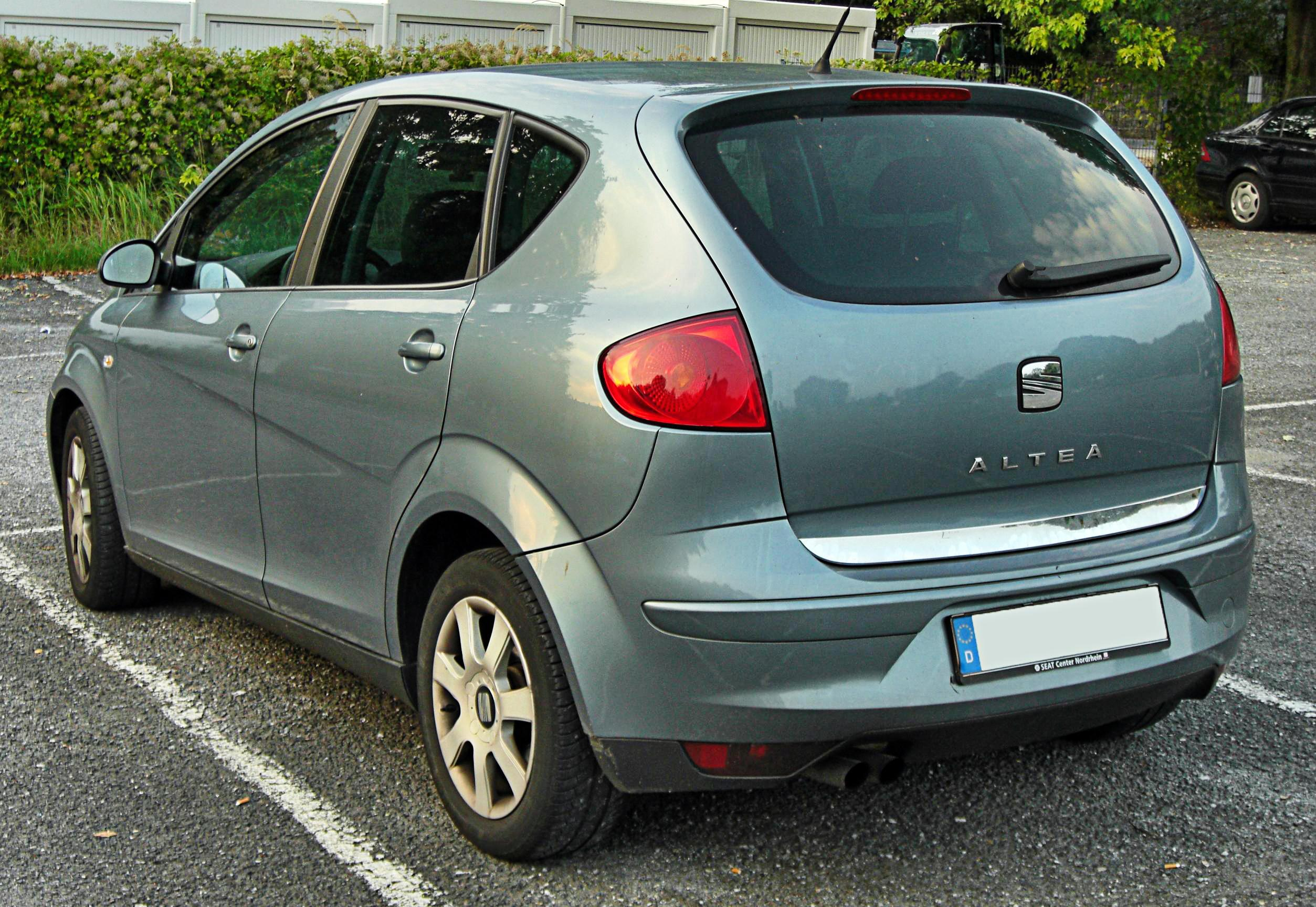
前輪型 (リア)
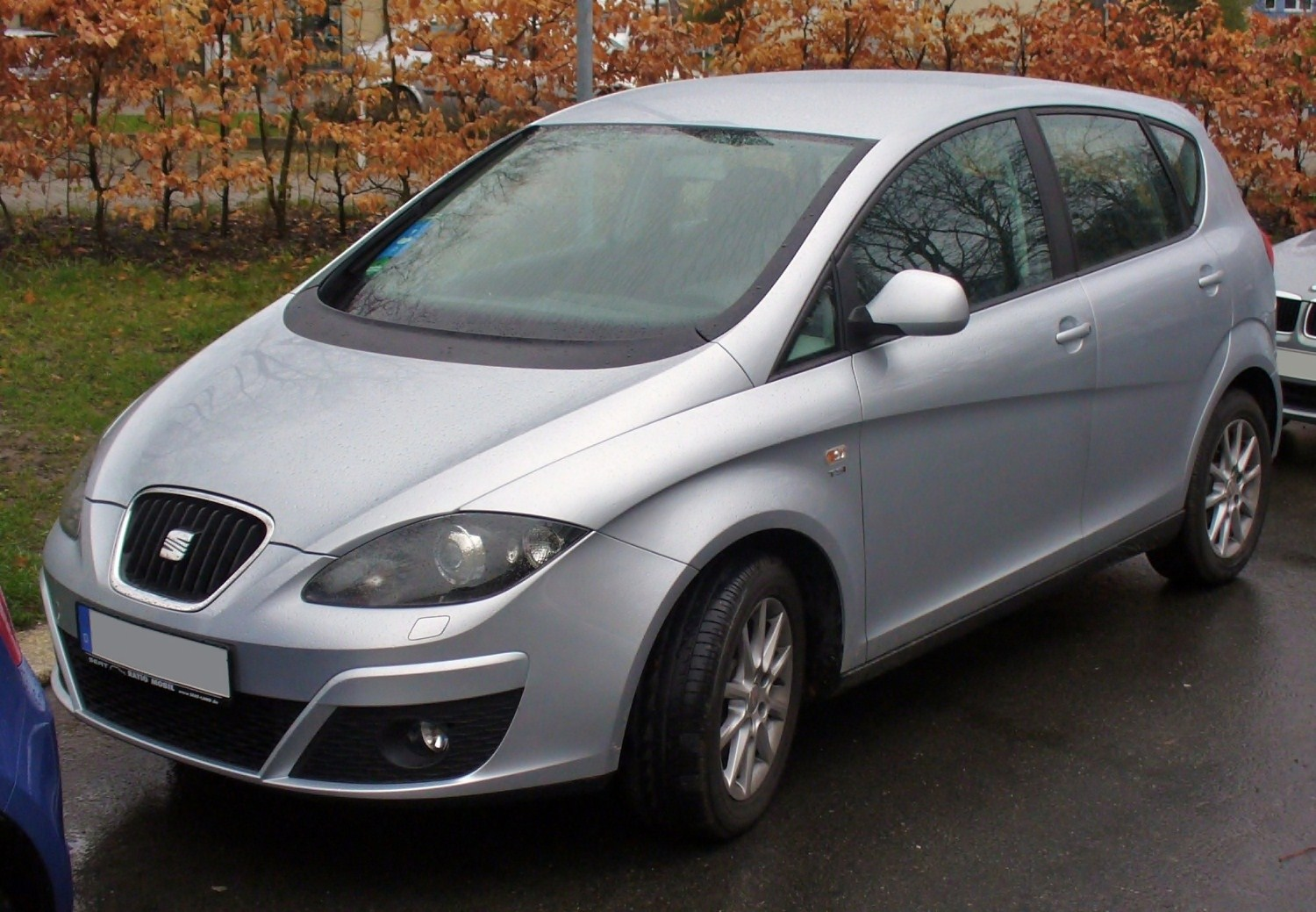
後期型 (フロント)
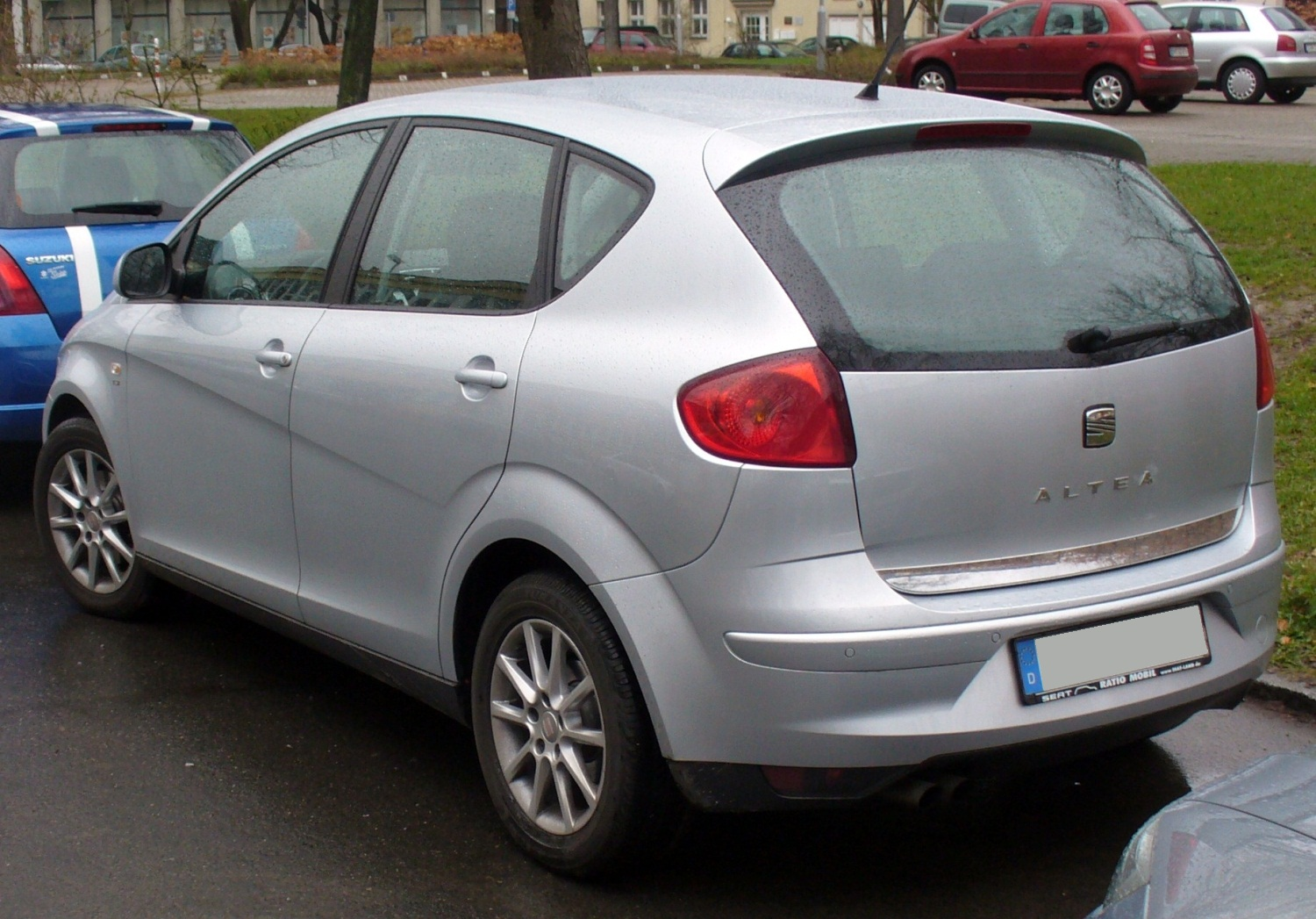
後期型 (リア)

### アルテア XL / アルテア フリートラック

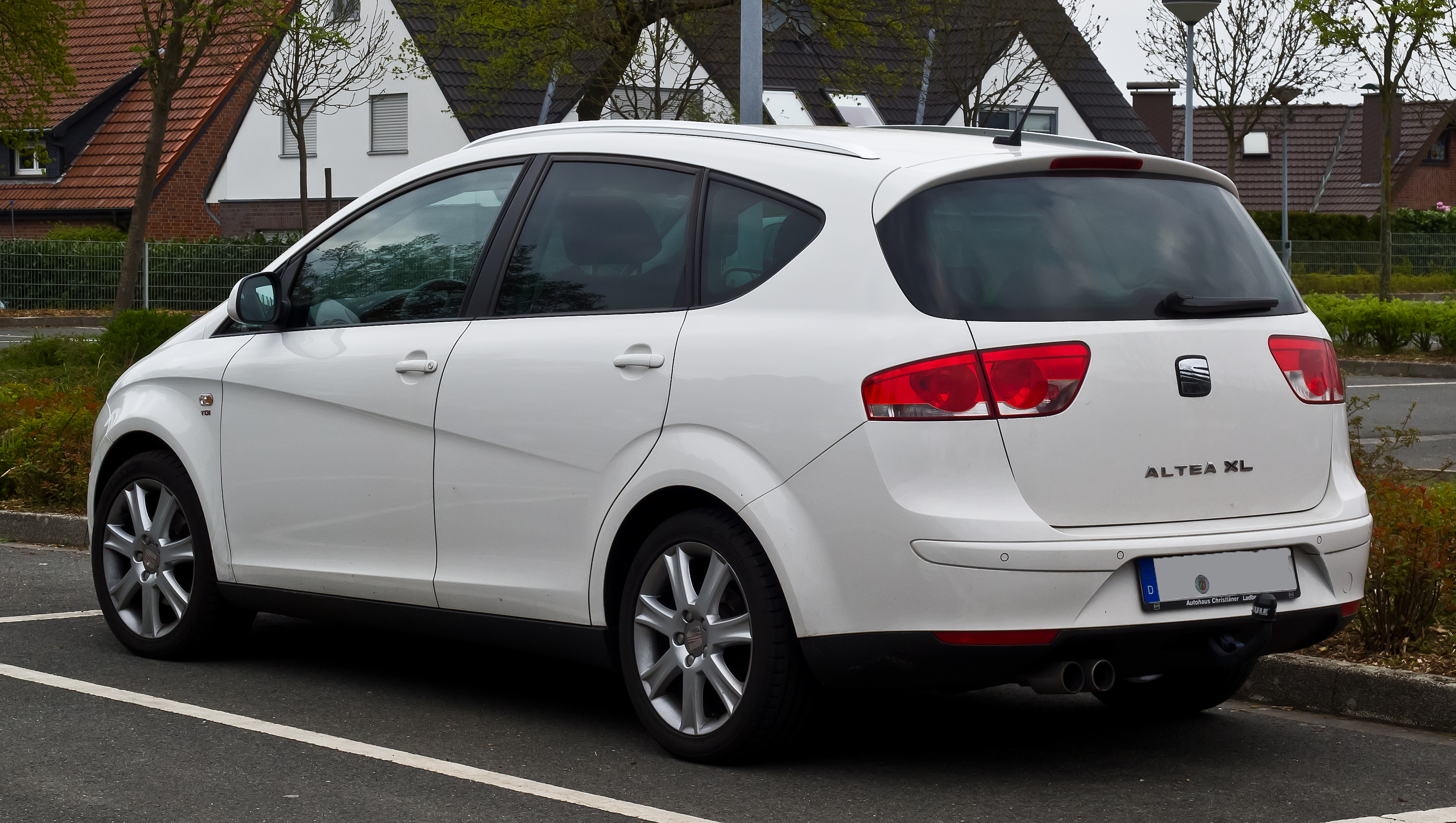
XL 前輪型 (リア)
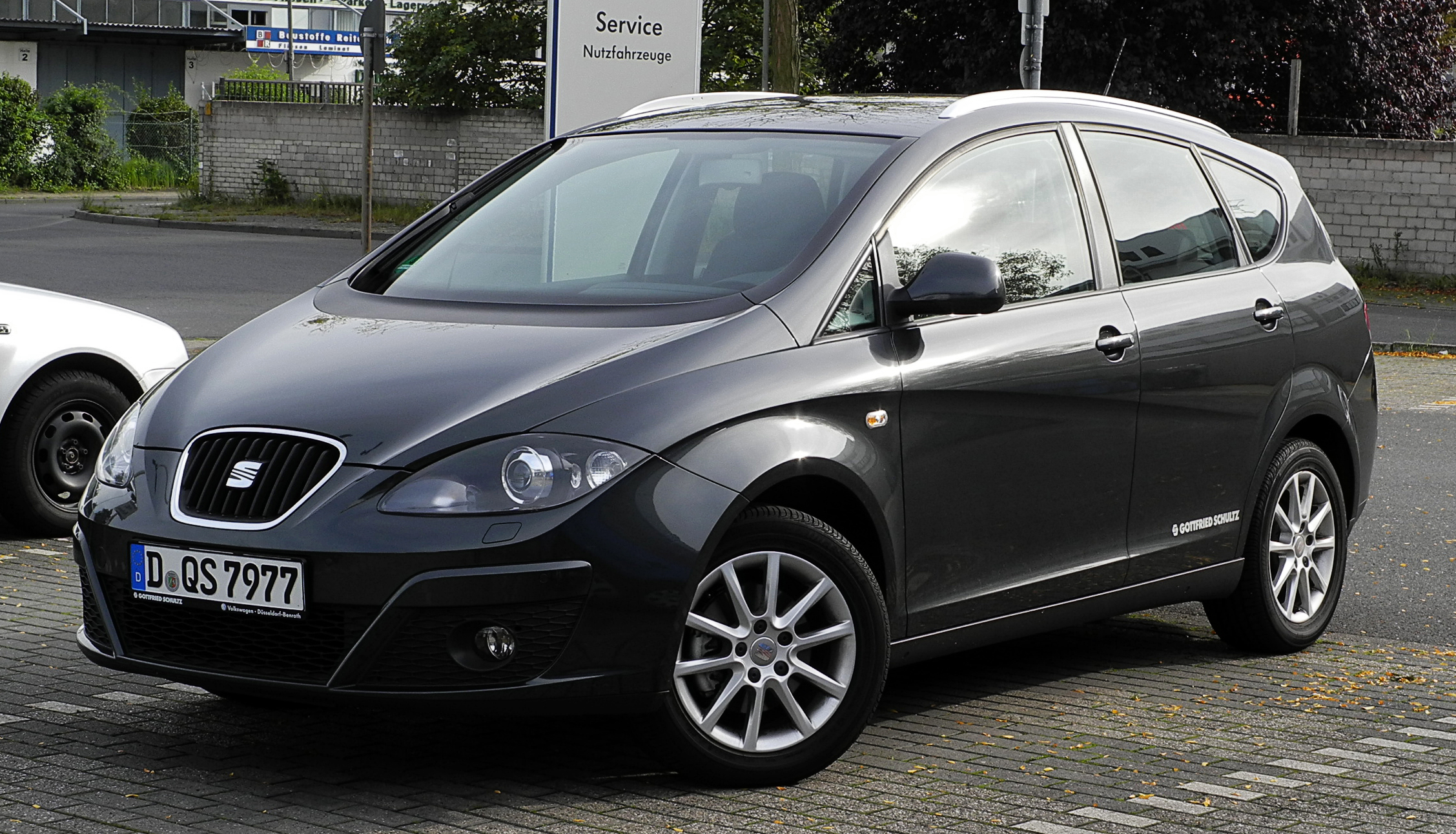
XL 後期型 (フロント)
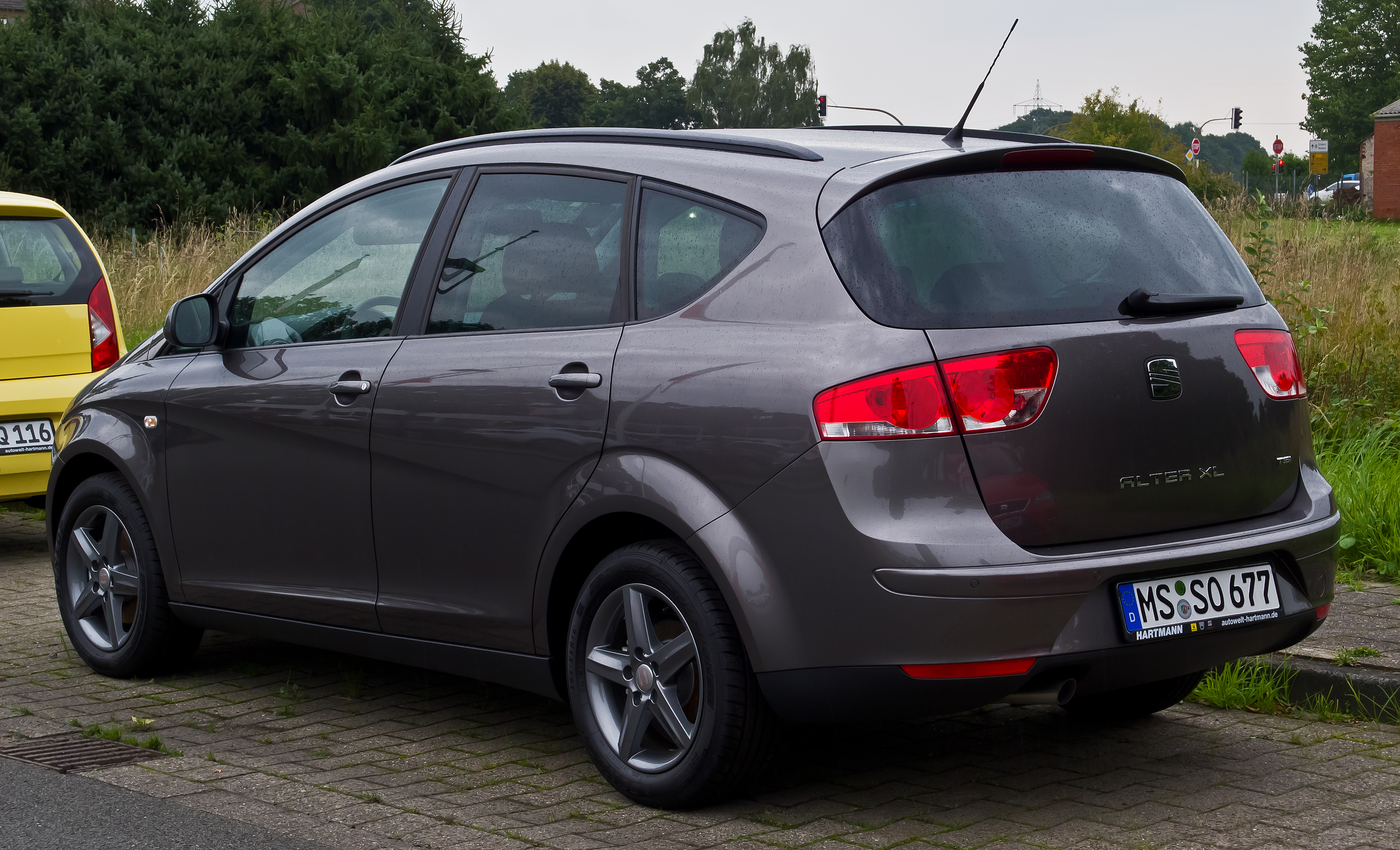
XL 後期型 (リア)
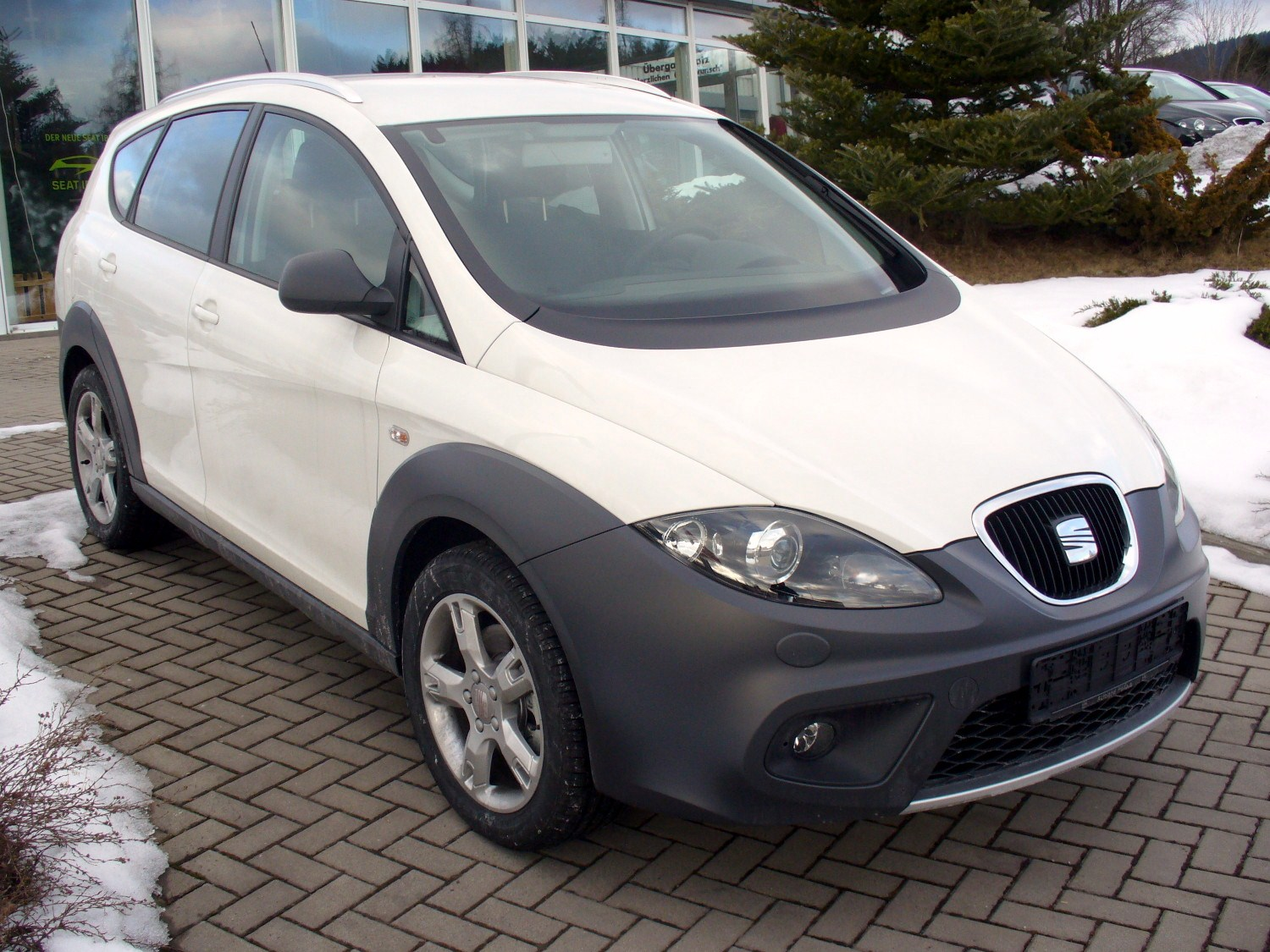
フリートラック (フロント)
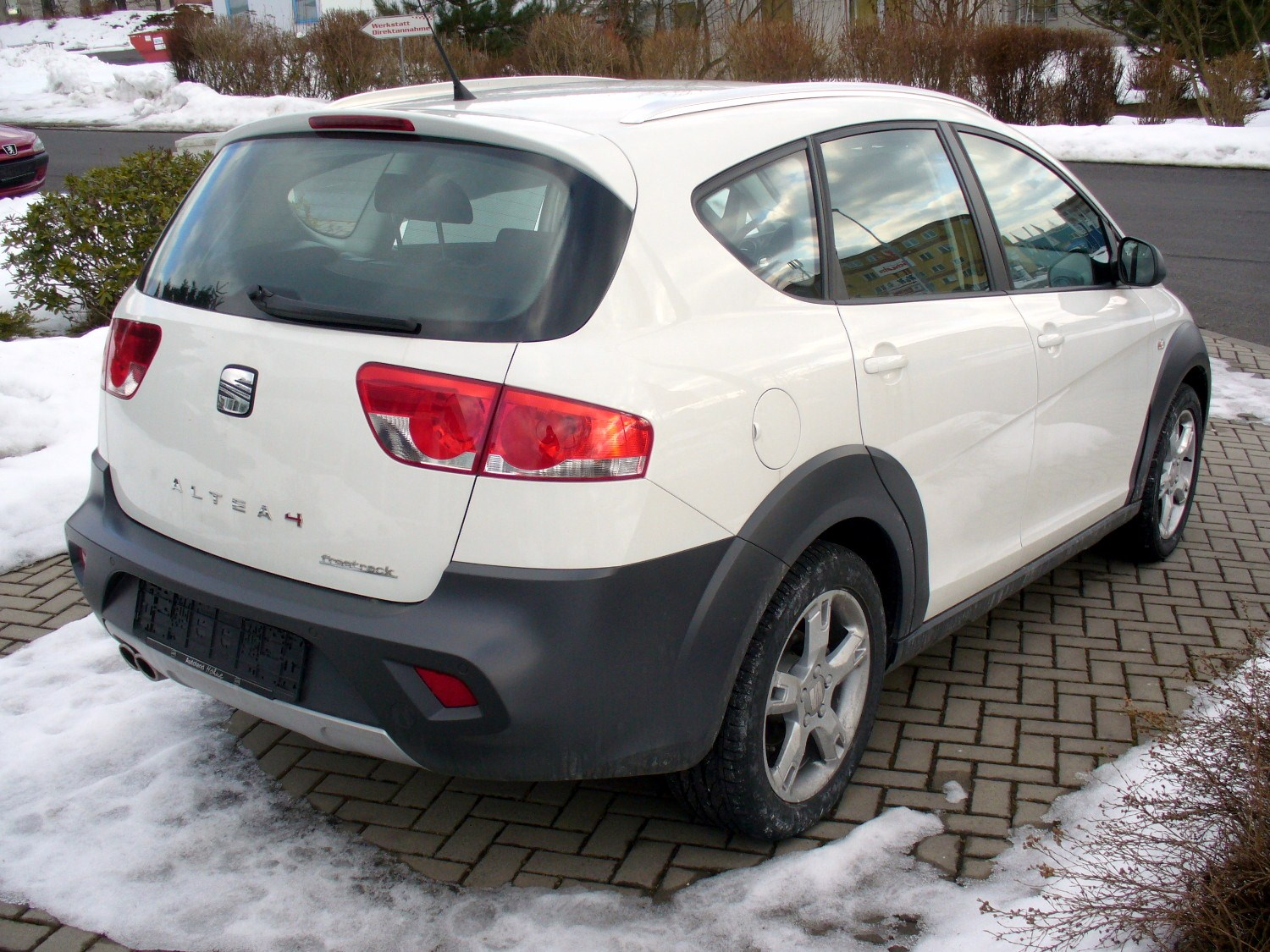
フリートラック (リア)